# Offensive Bergmann
Pour les articles homonymes, voir Bergmann.
Campagne du Caucase
Première Guerre mondiale
Batailles
- Offensive Bergmann
- Sarikamis
- Ardahan (en)
- Van
- Manzikert
- Kara Killisse
- Erzurum
- Trébizonde (en)
- Bitlis
- Erzincan
- Expédition allemande
- Sardarapat
- Abaran
- Karakilisa
- Bakou

L'offensive Bergmann (en turc : Bergmann Atağı ; en russe : Берхманнский прорыв ; dans la littérature russe : Кёприкейская операция, « Opération Köprüköy ») est le premier engagement de la campagne du Caucase pendant la Première Guerre mondiale. Le général Georgi Bergmann, commandant du 1er corps d'armée du Caucase, prend l'initiative contre l'Empire ottoman.
Le 2 novembre, les troupes de Bergmann franchissent la frontière dans la direction générale de Köprüköy. Sur le flanc droit, une brigade sous le commandement d'Istomine se dirige à partir d'Oltu en direction d'İd. Sur le flanc gauche, une division cosaque sous le commandement de Baratov se déploie dans la vallée d'Eleşkirt vers Yuzveran, après avoir traversé l'Araxe.
En réponse, la 3e armée ottomane lance une contre-offensive générale. Les forces russes sont alors menacées par un mouvement en tenaille. Seule l'arrivée rapide des renforts russes sauve la situation. Le combat tourne finalement court le 16 novembre.
En conséquence, les pertes russes s'élève à 40 % et leur moral s'en retrouve secoué. Pendant ce temps, le moral turc est élevé, le succès de cette première mission encourage Enver Pacha dans son plan d'attaque de Sarikamis,.